# Daniel Paille
Daniel Joseph Paille, född 15 april 1984 i Welland, Ontario, är en före detta kanadensisk professionell ishockeyforward som tidigare spelat för Brynäs IF i SHL. Han har också tidigare spelat i NHL för Buffalo Sabres, Boston Bruins och New York Rangers och på lägre nivåer för Rochester Americans och Rockford Icehogs i American Hockey League (AHL), Ilves i Liiga och Guelph Storm i Ontario Hockey League (OHL).
Paille valdes som 20:e spelare totalt av Sabres i 2002 års NHL-draft och gjorde debut för Sabres säsongen 2005-2006. Där blev han kvar tills 20 oktober 2009 när han blev bortbytt till Bruins, vilket var den första spelaraffären mellan de två divisionsrivalerna under deras gemensamma 39 år i NHL.
Paille var med och vann Stanley Cup med Bruins säsongen 2010-2011. På 25 slutspelsmatcher för Bruins 2011 gjorde han 3 mål och 3 assist och spelade en viktig roll i defensiven som medlem av Bruins boxplay.
Den 19 maj 2016 tecknade Paille ett ettårskontrakt med Brynäs IF i SHL. Han spelade där hela den följande säsongen och började sin andra säsong i Brynäs med att spela 14 matcher. I november 2017 skadades han så svårt av en huvudtackling att han sedan blev tvungen att avsluta karriären. Skadan inträffade i en match i CHL, där motståndaren Thomas Larkin tacklade honom hårt från sidan utanför spelet. Larkin straffades med 4 matchers avstängning, men blev också polisanmäld för misshandel vilket han sedermera blev frikänd för.

## Statistik

### Klubbkarriär
| 1998–1999    | Welland Tigers Bantam AAA | OMHA         | 52  | 42  | 41  | 83  | 40  | —  | —  | —  | —  | —  |
| 1999–2000    | Welland Cougars           | GHL          | 42  | 14  | 17  | 31  | 19  | 16 | 16 | 16 | 32 | —  |
| 2000–2001    | Guelph Storm              | OHL          | 64  | 22  | 31  | 53  | 57  | 4  | 2  | 0  | 2  | 2  |
| 2001–2002    | Guelph Storm              | OHL          | 62  | 27  | 30  | 57  | 54  | 9  | 5  | 2  | 7  | 9  |
| 2002–2003    | Guelph Storm              | OHL          | 54  | 30  | 27  | 57  | 28  | 11 | 8  | 6  | 14 | 6  |
| 2003–2004    | Guelph Storm              | OHL          | 59  | 37  | 43  | 80  | 63  | 22 | 9  | 9  | 18 | 14 |
| 2004–2005    | Rochester Americans       | AHL          | 79  | 14  | 15  | 29  | 54  | 9  | 2  | 2  | 4  | 6  |
| 2005–2006    | Buffalo Sabres            | NHL          | 14  | 1   | 2   | 3   | 2   | —  | —  | —  | —  | —  |
|              | Rochester Americans       | AHL          | 45  | 14  | 13  | 27  | 29  | —  | —  | —  | —  | —  |
| 2006–2007    | Buffalo Sabres            | NHL          | 29  | 3   | 8   | 11  | 18  | 1  | 0  | 0  | 0  | 0  |
|              | Rochester Americans       | AHL          | 29  | 7   | 14  | 21  | 12  | —  | —  | —  | —  | —  |
| 2007–2008    | Buffalo Sabres            | NHL          | 77  | 19  | 16  | 35  | 14  | —  | —  | —  | —  | —  |
| 2008–2009    | Buffalo Sabres            | NHL          | 73  | 12  | 15  | 27  | 20  | —  | —  | —  | —  | —  |
| 2009–2010    | Buffalo Sabres            | NHL          | 2   | 0   | 1   | 1   | 0   | —  | —  | —  | —  | —  |
|              | Boston Bruins             | NHL          | 74  | 10  | 9   | 19  | 12  | 13 | 0  | 2  | 2  | 2  |
| 2010–2011    | Boston Bruins             | NHL          | 43  | 6   | 7   | 13  | 28  | 25 | 3  | 3  | 6  | 4  |
| 2011–2012    | Boston Bruins             | NHL          | 69  | 9   | 6   | 15  | 15  | 7  | 1  | 0  | 1  | 2  |
| 2012–2013    | Boston Bruins             | NHL          | 46  | 10  | 7   | 17  | 6   | 22 | 4  | 5  | 9  | 0  |
|              | Ilves                     | Liiga        | 8   | 2   | 4   | 6   | 6   | —  | —  | —  | —  | —  |
| 2013–2014    | Boston Bruins             | NHL          | 72  | 9   | 9   | 18  | 6   | 7  | 1  | 0  | 1  | 2  |
| 2014–2015    | Boston Bruins             | NHL          | 71  | 6   | 7   | 13  | 12  | —  | —  | —  | —  | —  |
| 2015–2016    | Rockford Icehogs          | AHL          | 31  | 1   | 3   | 4   | 2   | —  | —  | —  | —  | —  |
| NHL totalt   | NHL totalt                | NHL totalt   | 570 | 85  | 87  | 172 | 135 | 75 | 9  | 10 | 19 | 10 |
| AHL totalt   | AHL totalt                | AHL totalt   | 184 | 36  | 45  | 81  | 97  | 9  | 2  | 2  | 4  | 6  |
| Liiga totalt | Liiga totalt              | Liiga totalt | 8   | 2   | 4   | 6   | 6   | —  | —  | —  | —  | —  |
| OHL totalt   | OHL totalt                | OHL totalt   | 239 | 116 | 131 | 247 | 202 | 46 | 24 | 17 | 41 | 31 |